# Аполлон і Дафна (Берніні)
«Аполлон і Дафна» (італ. Apollo e Dafne) — мармурова скульптура в стилі бароко італійського майстра Лоренцо Берніні, створена в 1622-1625 роках, частина Колекції Боргезе, знаходиться в Галереї Боргезе в Римі.

## Сюжет скульптури
Лоренцо Берніні зобразив міфологічну погоню бога сонця Аполлона за німфою Дафною. Знесилена від довгої гонитви Дафна просить допомоги у свого батька, річного бога — і починає перетворюватися у лавр. Цей міф описав римський поет Овідій в першій книзі «Метаморфоз»:

| Вже наступає на п'яти, вже дихає їй у волосся. Сили, проте, покидають нещасну; від бігу стрімкого Зблідла, — ослабла вона й, озирнувшись на хвилі Пенея, Зойкнула: «Батьку, дочку порятуй! І якщо таки справді Силу божественну ти приховав у своєму потоці,- Перемінивши, згуби мою надто привабливу постать!» Щойно те мовила — вже ціпеніють рухливі суглоби, Груди дівочі вже ликом тугим непомітно беруться, Листям волосся стає, і гіллям простягаються руки, Коренем в землю вростає нога, хоч така легковійна, Десь у верхів'ї зникає лице, й лише блиск зостається. В Феба ж не гасне любов: на стовбур поклавши правицю, Чує, як серце живе ще під теплою б'ється корою. Горнеться він до гілок, мов до тіла гнучкого, цілує Дерево, але й воно відхиляється від поцілунків. Бог же на те: «Хоч моєю дружиною ти вже не будеш, Деревом будеш вовіки моїм! У моєму волоссі Лавром зав'єшся, кіфару мою й сагайдак мій прикрасиш. Будеш вінчати латинських вождів, як лише Капітолій Оклик почує гучний і побачить похід тріумфальний. «Метаморфози», Книга перша (пер. Андрія Содомори) |